# 西本喜美子
西本 喜美子（にしもと きみこ、1928年〈昭和3年〉5月22日 - 2025年〈令和7年〉6月9日）は、日本の写真家、女子競輪選手。女子競輪選手時代は旧姓の白石 喜美子として活動した。

## 経歴
1928年、両親が農業指導を行っていたブラジルで7人きょうだいの次女として生まれる。1937年に家族で帰国し、熊本県に居住を始めた。
18歳の時に女学校時代の友人に誘われ美容学校に通い始め、卒業後、父親が実家の敷地の一角に作った美容室で働いていた。
しかし、競輪選手であった二人の弟に憧れ、美容師を辞め競輪学校に入学を果たした。22歳であった1950年に女子競輪選手としてデビュー、弟の白石一男・白石鉄雄とともに『白石三姉弟』として知られるようになった。
その後、27歳で実家の税務を担当していた税務署職員の西本斎と結婚をした。結婚をきっかけに、1955年4月30日に選手登録消除、競輪選手を引退し、3人の子供を育てた。
1997年に息子の和民が写真技術を指導する遊美塾を設立する。設立から数年後、塾生から誘われ72歳で写真撮影を行うようになり、74歳でパソコンで写真加工を行うようになった。
写真に触れていくうちに、塾生たちを驚かせようと『ゴミ袋にくるまった写真』や『物干し竿にぶらさがった写真』を撮影するようになったという。
2011年に熊本県立美術館分館で初めての個展を開催するが、『ゴミ袋にくるまった写真』などを見た来場者から老人虐待であるとクレームがはいった。これを受け本人による自撮りであるという注意書きが張り出されることとなった。
この出来事がきっかけとなり、自虐を交えたユーモアな自撮り写真が注目されるようになった。2016年に初の写真集が出版され、2018年にはインスタグラムを開設し活動を続けていた。
病気療養中であった2025年6月9日、胆管がんのため熊本市内の病院で死去した。97歳没。
告別式には息子の和民を通じて親交のあったASKAも弔問に訪れた。

## 家族
西本 和民（にしもと かずたみ、1955年 - ）
アートディレクターとしてCHAGE and ASKA、吉川晃司、B'zやTHE ALFEEなどのレコード・CDジャケットを手掛けた。CHAGE&ASKAの最大売上枚数を誇るSAY YESのCDジャケットも手掛けており、ASKAのソロ作品のジャケットも手掛けるなどASKAとの親交が深い。その縁で喜美子もASKAと親交を持つようになった。

## 著書・作品

### 著書
- 2016年『ひとりじゃなかよ』（飛鳥新社）
- 2023年『94歳、自撮りおばあちゃん やりたい放題のひとり暮らし』（宝島社）

### CDジャケット
- 2018年『FAMIEN'18 e.p.[23]』（私立恵比寿中学）